# 마푸투만

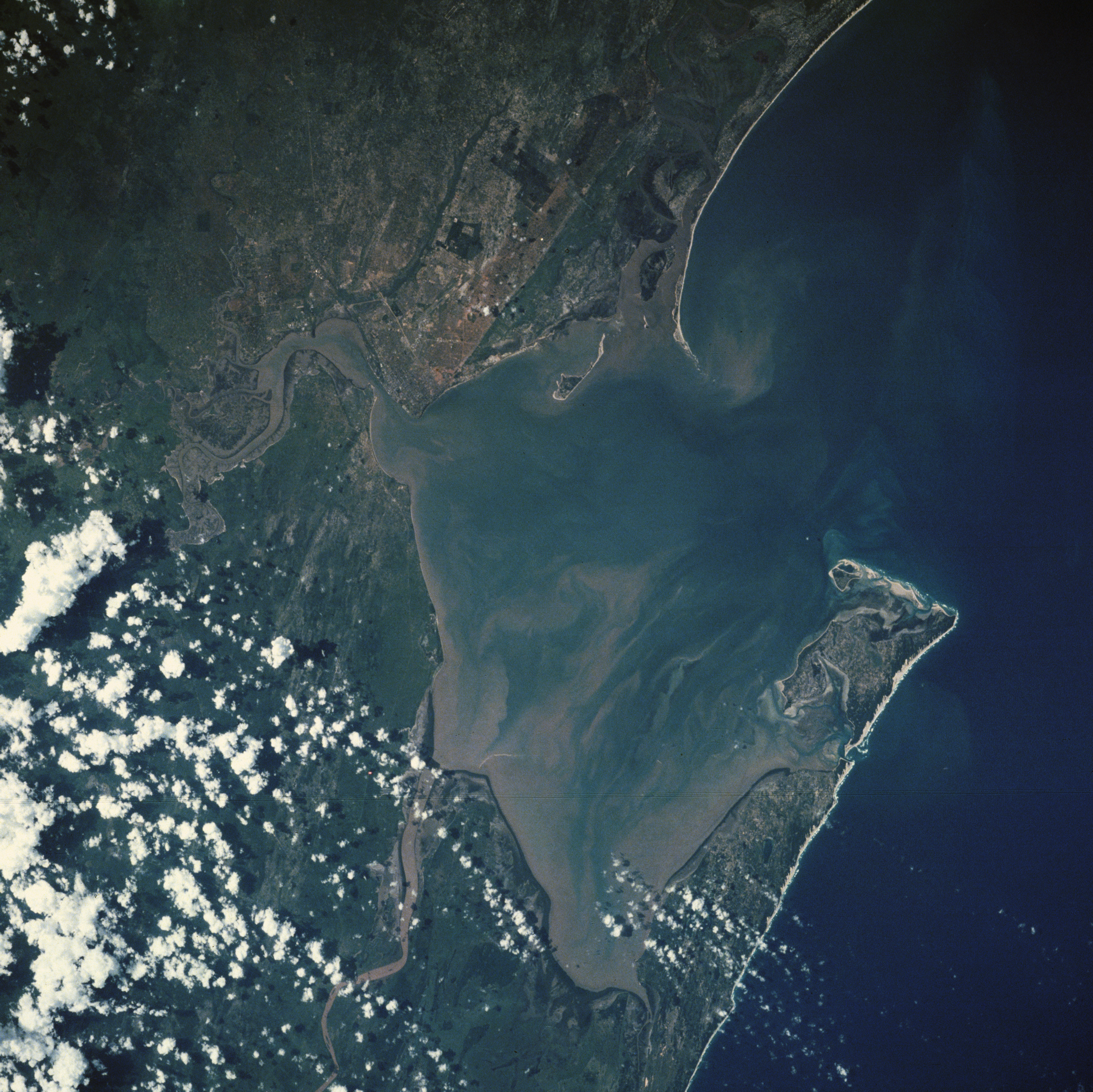
1990년 1월, 우주에서 본 마푸투만

마푸투만(포르투갈어: Baía de Maputo)은 인도양 모잠비크 연안에 위치한 만으로, 길이는 남북으로 90km, 폭은 32km이다.

## 지리
이 만은 세인트루시아만에서 해안으로 이어지는 일련의 석호들의 북쪽 종착지이다. 입구는 북동쪽이다. 만의 북서쪽 끝은 모잠비크 해협을 향해 서쪽을 향한 해변이 있는 침상인 폰타 다 마카네타에 의해 정의되며, 뒤에는 맹그로브 숲이 있다. 만의 동쪽은 마찬굴로 반도에 의해 정의되며, 마찬굴로 반도의 안쪽 또는 서쪽은 안전한 정박지를 제공한다. 반도의 북쪽에는 인하카섬이 있고, 그 너머에는 이전에 코끼리의 섬으로 알려진 더 작은 섬인 "포르투갈섬"이 있다.
입구의 바와 그 안의 수많은 얕은 여울에도 불구하고, 마푸투만은 연중 내내 큰 배들이 접근할 수 있는 귀중한 항구를 형성한다. 주변 국가는 낮고 매우 건강하지 않지만, 인하카섬은 73m의 높이를 가지고 있으며, 요양원으로 사용되었다.
코마티강은 만의 북쪽 끝에 위치한 강이다. 북쪽에서 마톨라강, 서쪽에서 움벨루지강, 남쪽에서 템베강이 만의 서쪽에 있는 에스투아리우 두 에스피리토 산토에서 만난다. 마푸투는 하구의 북쪽에 위치하고 있으며, 2018년 완공된 마푸투-카템베 다리가 하구에 걸쳐 있다. 마푸투강은 드라켄즈버그산맥에서 발원하여 남쪽으로 흐른다.

## 생태학
마푸투만은 델라고아 해양 생태계의 일부이다. 만의 서식지는 맹그로브 습지, 해초 지대, 인하카섬과 포르투갈섬 주변의 산호초 등이다.
혹등고래와 몇몇 종의 돌고래들은 물속에서 사는 반면, 남방참고래와 듀공은 한때 만에서 수가 많았으며 오늘날에는 드물다.